# Peribatodes decosteraria
Peribatodes decosteraria är en fjärilsart som beskrevs av Charles Oberthür 1913. Peribatodes decosteraria ingår i släktet Peribatodes och familjen mätare. Inga underarter finns listade i Catalogue of Life.